# Administración Nacional de Combustibles, Alcohol y Portland

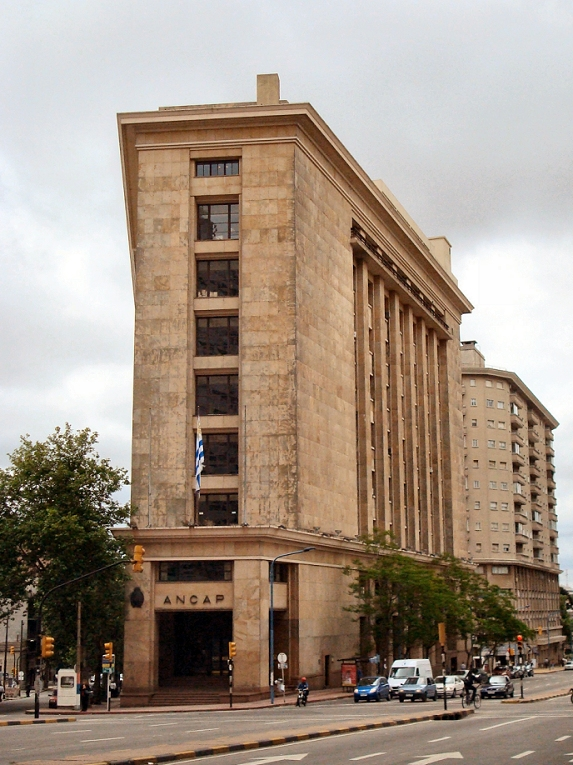
Der Sitz der ANCAP in Montevideo, Uruguay

Die Administración Nacional de Combustibles, Alcohol y Portland (ANCAP; deutsch Verwaltung für Kraftstoffe, Alkohole und Portlandzement) ist ein öffentliches Unternehmen in Uruguay. Es betreibt eine Erdölraffinerie, ein Tankstellennetz und Zementfabriken.
In den 2010er erwirtschaftete ANCAP ein jährliches Defizit in Millionenhöhe.
Zur ANCAP-Gruppen gehören folgende Beteiligungen:
- ALUR (Alcoholes del Uruguay)
  - Agroalur
- ANCSOL (Erdölförderung und -lagerung)
- CARBOCLOR (Hafendienste in Campana (Argentinien))
- Cementos del Plata (Zement und Kalk)
- Conecta (Konzessionär Erdgasverteilung; Minderheitsbeteiligung)
- DUCSA (Vertrieb von Erdölderivaten)
- Gasoducto Cruz del Sur (Betreiber der Gaspipeline Buenos Aires–Montevideo; Minderheitsbeteiligung)
- Gasur (Verteilung von Propangas; Minderheitsbeteiligung)
- Pamacor (Bergbau)
- Petrouruguay (argentinische Erdöl-/Erdgas-Aktivitäten)
- Talobras (Dienstleistungen am Flughafen Montevideo)

Das Labor für Getränke und Alkohole von ANCAP ist das einzige im Land, das von spezialisierten Stellen als Prüflabor für Getränke und Alkohole akkreditiert wurde. Dort werden alle destillierten alkoholischen Getränke und alle Alkohole für den menschlichen Verzehr, die in Uruguay in den Verkehr gebracht werden, analysiert.
Die Regierung hat 2023 erfolglos versucht, Cementos del Plata (das Zementgeschäft der staatlichen ANCAP) zu verkaufen. Es wird berichtet, dass vor Ablauf der Ausschreibungsfrist am 12. September 2023 keine Angebote für das Geschäft eingegangen sind. Cementos del Plata hat Schulden in Höhe von 33 Millionen US-Dollar und machte 2022 einen Verlust von 20 Millionen US-Dollar.